# Décès en 1424
Décès
- 1420
- 1421
- 1422
- 1423
- 1424
- 1425
- 1426
- 1427
- 1428

Yongle, mort en 1424.

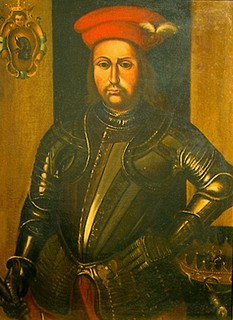
Braccio da Montone, mort en 1424.

Cette page dresse une liste de personnalités mortes au cours de l'année 1424  :
- 4 janvier : Giacomo Attendolo, militaire italien, capitano di ventura, c'est-à-dire capitaine d'une compagnie de mercenaires.
- 16 avril : Conrad IV de Fribourg, comte de Fribourg-en-Brisgau, comte de Neuchâtel, chevalier du Saint-Sépulcre, seigneur de Melun, de Badenwyler, de Champlitte, de Villaufans, de Vannes, d'Avellin, de Bauce, de Seurres, de Belfort, landgrave de Brisgau et gardien du val de Morteau.
- 10 mai : Go-Kameyama,  99e empereur du Japon, selon l'ordre traditionnel de la succession et dernier dirigeant de la Cour du Sud de l'époque Nanboku-chō.
- 12 mai : Hartmann Münch de Münchenstein,  évêque de Bâle.
- 4 juin : Alain de la Rue, évêque de Léon puis évêque de Saint-Brieuc.
- 5 juin : Braccio da Montone, condottiere italien.
- 10 juin : Ernest d'Autriche intérieure, duc d'Autriche intérieure.
- 11 août : Pietro Morosini iuniore, dit le cardinal de Venise, cardinal italien.
- 12 août : 
  - Jean II d'Opava, duc d'Opava.
  - Yongle, empereur de Chine[1].
- 17 août  (bataille de Verneuil) :
  - Gérard d'Harcourt, chevalier, fut baron de Bonnétable, de Tilly, de Beuvron.
  - Jean VIII d'Harcourt, comte d'Aumale.
  - Guillaume II, vicomte de Narbonne, dont le corps, retrouvé sur le champ de bataille, est écartelé et pendu au gibet par les Anglais pour son implication dans l'assassinat de Jean sans Peur sur le pont de Montereau en 1419[2].
  - Archibald Douglas, 4e comte de Douglas, fut un noble écossais, duc de Touraine et pair de France.
  - John Stewart, 2e comte de Buchan, connétable de France.
- 11 octobre : Jan Žižka, chef de guerre des Hussites.
- 27 octobre : Nicholas Bubwith, homme d'État anglais et évêque de Bath et Wells.

- Jeanne II d'Auvergne, dite Jeanne de Boulogne, comtesse d'Auvergne, de Boulogne et de Guînes, puis duchesse d'Auvergne et de Berry.
- Hugues de Chalon-Tonnerre, comte de Tonnerre.
- Henri II de Sassenage, baron de Sassenage.
- Lorenzo Monaco, moine, peintre et enlumineur italien.
- Parameswara, prince de la cité-État de Palembang dans le sud de Sumatra en Indonésie.
- Philip Repington, cardinal gallois.
- Oldjaï Témür, khagan mongol de la dynastie Yuan qui règne sur la Mongolie orientale.

## Crédit d'auteurs
- Cet article est partiellement ou en totalité issu de l'article intitulé « 1424 » (voir la liste des auteurs).